# Inspirations
Inspirations — студийный альбом английской хеви-метал группы Saxon, выпущенный 19 марта 2021 года на лейбле Silver Lining Music. Полностью состоящий из каверов, он был записан в Брокфилд-холле и в The Big Silver Barn в Йорке, Великобритания, и спродюсирован Биффом Байфордом.

## Об альбоме
Inspirations состоит из каверов на песни разных исполнителей 1960-х и 1970-х годов, которые на протяжении многих лет оказывали влияние на Saxon. Байфорд сказал: «Мы хотели сделать альбом, основанный на повлиявших на нас песнях и группах, которые вдохновили нас написать то, что мы сделали и делаем до сих пор, и было также интересно посмотреть, на что способен мой голос, поскольку я не пел многие из этих песен раньше». Песни в основном из жанров хард-рок, психоделический рок, блюз-рок и хеви-метал. Группа играла близко к музыкальному стилю кавер-групп, но также добавила немного своего более тяжелого звучания.
Для записи альбома группа отправилась в исторический Брокфилд-холл в Йорке, где они сыграли и записали песни вживую. Байфорд записал свой вокал в The Big Silver Barn, также в Йорке.
С этого альбома было выпущено три видеоклипа. Первое видео было выпущено 11 декабря 2020 года на песню ″Paint It Black″. В видео показан закулисный материал с Saxon, исполняющими песню в Брокфилд-холле, где был записан альбом. Второе видео было выпущено 15 января 2021 года на песню «Speed King». В видео представлены фрагменты раллийных автомобилей, мчащихся по разным трассам. Третье видео представляет собой лирик-видео на песню «Paperback Writer». Видео состоит из цифровой анимации пера, пишущего тексты песен на бумаге по мере их исполнения, с кадрами обложек альбомов во время инструментальных частей.

## Прием
| Оценки критиков | Оценки критиков |
| Источник        | Оценка          |
| --------------- | --------------- |
| Blabbermouth    | 7.5/10          |
| The Rockpit     | 8/10            |
| Metal Injection | 7/10            |

Альбом в целом был хорошо принят. Ему удалось попасть в чарты нескольких стран, достигнув 10 места в немецких музыкальных чартах. Он был описан Домом Лоусоном в его обзоре для Blabbermouth как «яркий и дерзко занимательный». Он также назвал «абсолютной радостью» возможность услышать, как Бифф Байфорд поет некоторые из треков.

## Список композиций
| №   | Название           | Музыка                                                        | Оригинальный исполнитель | Длительность |
| --- | ------------------ | ------------------------------------------------------------- | ------------------------ | ------------ |
| 1.  | «Paint It Black»   | Мик Джаггер, Кит Ричардс                                      | The Rolling Stones       | 3:18         |
| 2.  | «Immigrant Song»   | Джимми Пейдж, Роберт Плант                                    | Led Zeppelin             | 2:05         |
| 3.  | «Paperback Writer» | Леннон — Маккартни                                            | The Beatles              | 2:19         |
| 4.  | «Evil Woman»       | Дэйв Вагнер, Дик Виганд, Ларри Виганд                         | Crow                     | 3:29         |
| 5.  | «Stone Free»       | Джими Хендрикс                                                | Джими Хендрикс           | 3:44         |
| 6.  | «Bomber»           | Эдди Кларк, Йэн Килмистер, Фил Тейлор                         | Motörhead                | 3:22         |
| 7.  | «Speed King»       | Ричи Блэкмор, Иэн Гиллан, Роджер Гловер, Джон Лорд и Иэн Пейс | Deep Purple              | 3:30         |
| 8.  | «The Rocker»       | Фил Лайнотт, Брайан Дауни, Эрик Белл                          | Thin Lizzy               | 3:45         |
| 9.  | «Hold the Line»    | Дэвид Пейч                                                    | Toto                     | 3:46         |
| 10. | «Problem Child»    | Энгус Янг, Малькольм Янг, Бон Скотт                           | AC/DC                    | 4:08         |
| 11. | «See My Friends»   | Рей Дэвис                                                     | The Kinks                | 2:56         |

## Принимали участие
- Бифф Байфорд — вокал
- Пол Куинн — гитары
- Дуг Скарратт — гитары
- Ниббс Картер — бас
- Найджел Глоклер[англ.] — ударные

## Чарты
| Чарт (2020)                      | Наивысшая позиция |
| -------------------------------- | ----------------- |
| Австрия (Ö3 Austria)             | 27                |
| Бельгия/Валлония (Ultratop)      | 34                |
| Бельгия/Фландрия (Ultratop)      | 102               |
| Великобритания (UK Albums Chart) | 56                |
| Германия (Offizielle Top 100)    | 10                |
| Франция (SNEP)                   | 154               |
| Швейцария (Schweizer Hitparade)  | 12                |